# 詹姆斯·沃克曼
詹姆斯·沃克曼（英語：James Workman，1908年4月30日—1983年10月15日），美国男子赛艇运动员。他曾代表美国参加1928年夏季奥林匹克运动会赛艇比赛，获得男子八人单桨有舵手金牌。